# فابريس كاه
فابريس كاه هو لاعب كرة قدم كاميروني في مركز الوسط، ولد في 9 مارس 1996 في الكاميرون احترف في السعودية في نادي الساحل.

## وصلات خارجية
- فابريس كاه على موقع قاعدة بيانات كرة القدم.إي يو (الإنجليزية)